# Угольное печенье

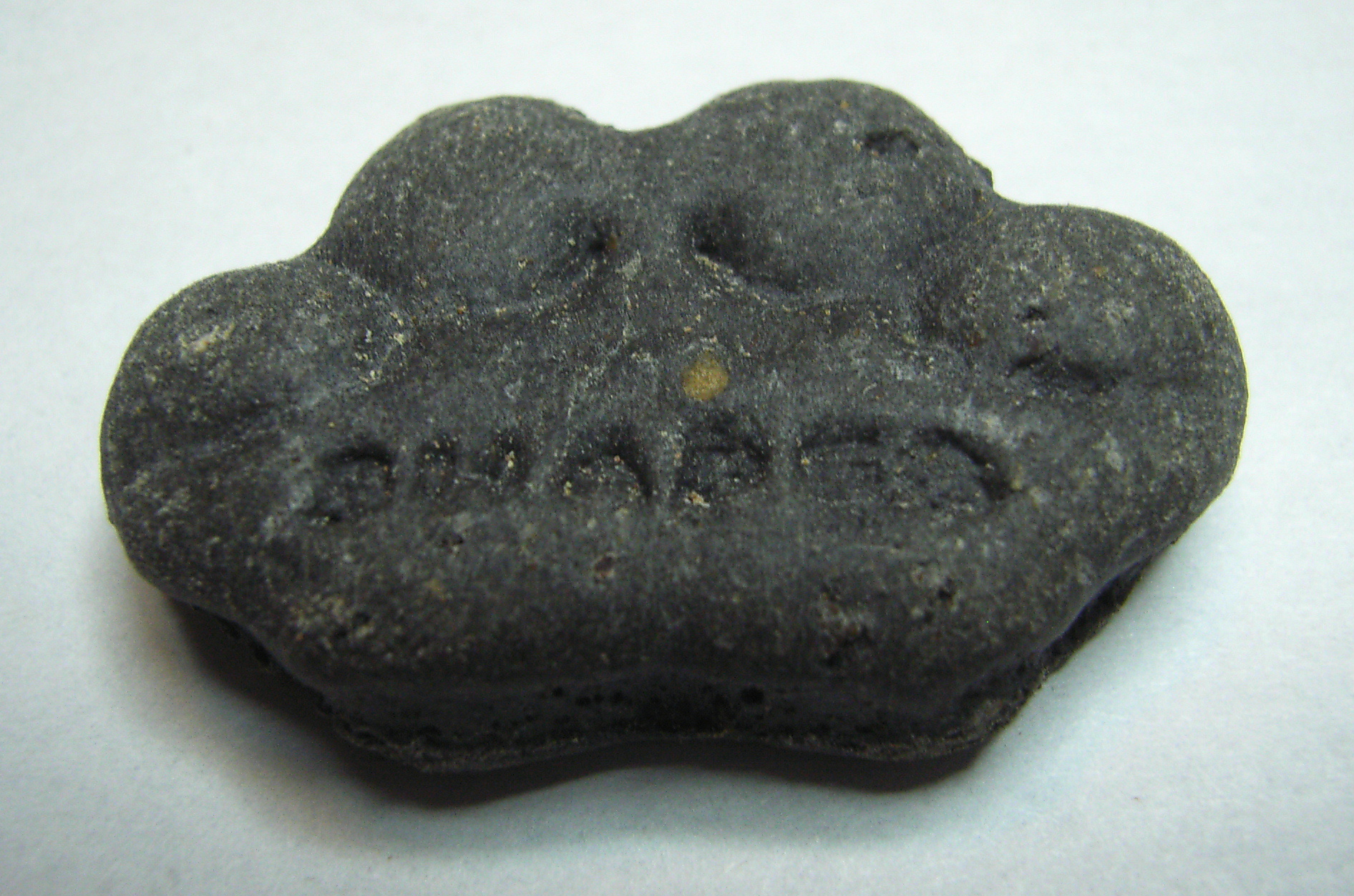
Угольное печенье для собак (бренд Winalot).

Угольное печенье (англ. Charcoal biscuit) — это печенье с добавлением порошкообразного ивового угля или активированного угля. Остальные ингредиенты теста — мука, масло, сахар и яйца.

## История
Впервые угольное печенье начали делать в Англии в начале XIX века в медицинских целях, как средство от метеоризма и проблем с желудком. Журнал The Retrospect of Practical Medicine and Surgery в 1856 году рекомендует угольное печенье против гастрических расстройств, согласно ему в каждом печенье содержится 10 гран (648 мг) активированного угля. Книга 1857 года Vegetable Charcoal: Its Medicinal and Economic Properties with Practical Remarks on Its Use in Chronic Affections of the Stomach and Bowels рекомендует угольное печенье как великолепный способ, чтобы давать уголь детям.
В наше время угольное печенье производится в виде крекера к сыру. Это печенье имеет легкий привкус угля, который некоторые описывают как приятный. Угольное печенье также позиционируется как средство против нарушений в системе пищеварения у человека, а также от метеоризма у домашних животных.

## Культурные отсылки
В романе английского писателя Ивлина Во «Возвращении в Брайдсхед» Чарльз Райдер употребляет угольное печенье и кофе со льдом во время подготовки к экзаменам в Оксфорд.
Утверждается, что Людвиг Витгенштейн почти только его и ел во время пребывания в Ирландии.
В августе 2012 года угольное печенье готовили в десертном раунде в одном из эпизодов кулинарного шоу Chopped: Grillmasters на телеканале Food Network.